# 工藤美櫻
工藤美櫻（日语：／ Kudō Mio，1999年10月8日—），是日本東京都出生的女演員、模特兒，經紀公司為Platinum Productions，身高165cm，血型為A型。

## 簡介
- 小學四年級左右開始模特兒工作[1]。
- 特殊技能是日本舞踊和呼啦圈[2]。
- 小學畢業前以「藤谷真奈」名義發展，初中時改名為「工藤美櫻」，並入籍Platinum Productions至今。
- 2020年3月8日開始，在「魔進戰隊煌輝者」中飾演「大治小夜／煌輝粉紅」。
- 2021年6月27日，在東映的官方Fans Club TTFC的配信影片《假面騎士Specter×Blades》中變身成為「假面騎士Kanon Specter」，成為東映史上首位身兼假面騎士和超級戰隊戰士的女演員。

## 演藝經歷

### 電視劇
- GTO 第1集（2014年7月8日，富士電視台）
- 假面騎士Ghost 第6話-最終話（2015年11月15日 - 2016年9月25日，朝日電視台）飾演：深海花音 / 妹眼魂（配音）
- 我以為我永遠無法擁有緣分的愛（2016年12月20日，富士電視台）
- 公雞督察的晚餐 最後話（2016年12月22日，TBS）飾演：木村栄子
- 戲劇甲子園「藍鳥」（2017年10月22日，富士電視台2）飾演：里里卡
- 天才麻將少女 阿知賀篇 episode of side-A（2017年12月7日 - 2018年1月11日，MBS）飾演：岡橋初瀬
- 江戶壽司王 第3集（2018年10月27日，BS TV東京）飾演：麻生夏海
- 話劇L “ 神千春-Ring！DTM Girls- ”（2019年4月7日 - 6月9日，朝日放送電視台）飾演：鷺沼
- 魔進戰隊煌輝者（2020年3月8日，朝日電視台）飾演：大治小夜 / 煌輝粉紅（配音）[3]
- TOKYO MER～行動急診室～（2021年7月4日 - 9月12日，TBS）飾演：清川標
- Doctor X 第七季 第8集（2021年12月2日，朝日電視台）飾演：ミカンちゃん
- Dr. White 第2集（2022年1月24日，富士電視台）飾演：香織
- 汝之名 第1集（2022年4月5日，東京電視台）飾演：山口添美
- NHK晨間劇 心胸咚咚 第18回 - 第20回（2022年5月4日 - 5月6日，NHK）
- 特搜9 Season5 第6集（2022年5月11日，朝日電視台）飾演：滝口若葉
- 出租女友（2022年7月3日 - 9月25日，朝日放送電視台・朝日電視台）飾演：更科瑠夏
- 鋼盔 第9集（2022年8月31日，富士電視台）飾演：石井春菜
- 為親愛的我致上殺意（2022年10月5日 - 11月30日，富士電視台）飾演：白菱凛
- 絕對不可能～偵探·上水流涼子的解析～ 第1集（2023年4月17日，關西電視台・富士電視台）飾演：橘亞里沙
- 一兆＄遊戲 第2集（2023年7月21日，TBS）飾演 栞
- 轉職魔王 第2集（2023年7月24日，關西電視台・富士電視台）飾演：村松愛
- 天賦異稟 Season1 第1集・第4集（2023年8月12日・9月2日，東海電視台・富士電視台）飾演：生駒沙耶香
- 閃爍的青春 Season1（2023年9月22日 - ，WOWOW）飾演：仁藤明日美
- 附近的廚房！（2023年10月14日 - 12月23日，東海電視台・富士電視台）飾演：鈴代櫻
- 正直不動產2 第1集（2024年1月9日，NHK）飾演：芽衣
- 院內警察（2024年1月12日 - 3月22日，富士電視台）飾演：白石日向
- 坡上的紅色屋頂（2024年3月3日 - 31日，WOWOW）飾演：青田彩也子
- Miss Target 第3集（2024年5月5日，朝日放送電視台・朝日電視台）飾演：本城葵
- Mountain Doctor（2024年7月8日 - 9月17日，關西電視台・富士電視台）飾演：丸山絵理子
- 全領域異常解決室 第1集（2024年10月9日，富士電視台）飾演：駿河美鶴
- D&D〜醫生與刑警的搜查線〜 第3集（2024年11月1日，東京電視台）飾演：悠木美奈
- 愛上無名的妳（2025年1月9日 - 2月27日，MBS）主演：世次愛（與尾碕真花雙主演）

### 電視節目
- Pilamecino（2011-2012，東京電視台）- 兒童審査員
- 鬧鐘電視「Imadoki」（2017年4月 - 2020年3月，富士電視台）- Imadoki Girl
- POPUP!（2022年4月4日 - 12月19日，富士電視台）- 週一常規嘉賓
- THE突破FILE（2021年 - ，日本電視台）- 突破派出所・工藤巡查

### 廣播節目
- 我們是Gocha Mix！〜Yan Yan Girls〜（（2019年4月21日，MBS廣播）-Yan Yang Girls 11年級[4]

### 電影
- 幽靈攝影俱樂部電影版（2015年5月30日，坎特）飾演：演升
- 劇場版 假面騎士Ghost 100個眼魂與Ghost命運的瞬間（2016年8月6日，東映）飾演：深海花音
- 假面騎士平成Generations Dr.Pac-Man對EX-AID&Ghost with 傳說騎士（2016年12月10日，東映）飾演：深海花音
- 愛情與謊言（2017年10月14日，Showgate）飾演：春娜
- 天才麻將少女 阿知賀篇 episode of side-A（2018年1月20日，T-JOY）飾演：岡橋初瀬
- 我們等待春天（2018年12月14日，華納兄弟）
- 愛唄 -約束のナクヒト-（2019年1月25日，東映）
- 鄰居♥同居（2019年3月21日，東映）
- 魔進戰隊煌輝者 EpisodeZERO（2020年2月8日，東映）飾演：大治小夜 / 煌輝粉紅（配音）
- 再見，鞋面！（2020年2月14日）飾演：砂月美貴
- 魔進戰隊煌輝者 THE MOVIE Be-Bop Dream（2021年2月20日，東映）飾演：大治小夜 / 煌輝粉紅（配音）
- 假面騎士Specter×Blades（2021年6月27日）飾演：深海花音
- 不要降幕！（2023年1月20日，Showgate）飾演：門太（近松門左衛門）
- 電影版TOKYO MER：行動急診室（2023年4月28日，東寶）飾演：清川標
- 赤羽骨子的秘密保鑣（2024年8月2日，松竹）飾演：小樽椚
- 我們一生只能使用一次魔法（2025年2月21日，波麗佳音）飾演：Mizuho

### 音樂作品
- SILENT SIREN “ Sepia”（2017）
- 超級破曉《寂靜的雪》（2018）
- 艾默爾《花瓣的行軍》（2019）
- 沉默的警笛 “ HERO”（2019）

## 雜誌
- 「JS女孩（San-Ei Shobo) 」
- 「和服行者」
- 「雷」
- 「女孩部落（Fusosha）」
- 「尼龍日本（Kaerum）」

## 廣告
- 日本料理
- BANDAI Aikatsu手機外觀
- Mos Burger（2017年2月-）讓您久等的原因（蝦肉餅）
- LiVEMAX酒店及度假村（2017）

## 外部連結
- 工藤美櫻 （页面存档备份，存于） - Platinum Productions內的個人資料
- 工藤美櫻的Instagram帳戶
- 工藤美櫻的X（前Twitter）

| 前任： 尾碕真花 （騎士龍戰隊龍裝者） | 日本超級戰隊系列桃色戰士演員 魔進戰隊煌輝者 2020年3月8日-2021年2月28日 | 繼任： 宮本侑芽 (聲演) （機界戰隊全開者） |